# Jean Baggioni
Jean Baggioni (Tox, 9 agosto 1939) è un politico francese.

## Biografia
Nato a Tox in Corsica, di professione insegnante, politico dell'UMP, divenne presidente del Consiglio esecutivo della Corsica dal 1992 al 2004, sindaco di Ville di Pietrabugno dal marzo 2001 e ex europarlamentare dal 1994 al 1999 del Raggruppamento per la Repubblica.